# Chauvetova jama
Chauvetova jama je podzemna apnenčasta jama v jugovzhodnem francoskem departmaju Ardèche, imenovana po enem od treh speleologov, Jaen-Marie Chauvetu, ki so v njej 18. decembra 1994 odkrili bogato okrašene jamske poslikave. Poleg tega so bili v jami najdeni fosilizirani ostanki številnih živali, vključno izumrlimi, prav tako so se v tleh ohranili tako živalski kot tudi človeški odtisi. Chauvetova jama je bila takoj spozana za enega najpomembnejših prazgodovinskih najdišč.

## Značilnosti
Chauvetova jama se nahaja v bližini soteske reke Ardèche, na katere ozemlju se nahaja večje število jam z geološko oz. arheološko pomembnostjo. Kljub temu je Chauvetova jama zaradi svoje nekarakteristične velikosti kakovosti, količine in stanja prazgodovinskih slik na njenih stenah označena kot izjemna. Sestavljena iz kilometrskih nizov podzemnih jam je enkrat starejša od znamenitih tekmic Altamire in Lascaux. Vsled radiokarbonskega datiranja so jamo verjetno obiskovali v času dveh različnih obdobij:Aurignacien in Gravettien. Večina slik datira v zgodnejše obdobje Aurignaciena (pred 30.000 do 32.000 leti). Iz kasnejšega obdobja Gravettiena pred 25.000 do 27.000 leti so ohranjeni predvsem otroški odtisi.
V mehkih glini podobnih tleh so se ohranili odtisi šap jamskega medveda vključno z velikimi okroglimi depresijami, domnevno gnezdi, kjer je medved spal. Med številnimi fosiliziranimi kostmi se najdejo lobanje jamskih medvedov in alpskih kozorogov.
Od stotine živalskih slik, ki so bile katalogizirane, je bilo upodobljenih vsaj 13 različnih vrst, vključno s tistimi, ki so bile redko ali pa sploh ne najdene na ostalih prazgodovinskih najdiščih. Poleg znanih upodobljenih živali, najdenih na drugih lokacijah, kot so konji, jeleni, bizoni, so stene Chauvetove jame poslikane tudi z živalmi, kot so levi, panterji, medvedi, sove, nosorogi in hijene. Značilno za jamsko umetnost je, da na steni ni vidnih slik popolne človeške figure. Možna je delna podoba »Venere« z upodobljenimi nogami in genitalijami ženske. Prav tako je možna prisotnost lika himere s spodnjim telesom ženske in zgornjim telesom bizona. Obstaja nekaj ploskev rdeče okrastih odtisov - matric dlani, narejenih s pritiskom dlani na površino stene. Obstajata tudi dve nedoločljivi sliki v obliki zamegljenih podob metulja.
Slikarji so za te upodobljene živali uporabljali tehniko, ki ni pogosto videna na ostalih jamskih upodobitvah. Pri številnih slikah se zdi, da so bile narejene takoj po tem, ko je bila ploskev stene očiščena umazanije in tako svetlejša. Plastičnost je bila prikazana tako, da so bolj oddaljene živali v čredi narisali s šibkejšimi potezami, uporabljali pa so celo senčenje. Vse to je predstavljalo veliko bolj prefinjen likovni dosežek od podobnih že znanih motivov.